# كأس فنلندا 2016
كأس فنلندا 2016 (بالفنلندية: Jalkapallon Suomen Cup 2016)‏ هو الموسم 62 من كأس فنلندا. أقيم خلال الفترة 5 يناير 2016 وحتى 24 سبتمبر 2016، وأشرف على تنظيمه اتحاد فنلندا لكرة القدم، وكان عدد الأندية المشاركة فيه 125، وفاز فيه سينايوين يالكابالوكيرهو.